# コピーレフト

コピーレフトのシンボル（🄯）としてしばしば使われるアイコン。Cの文字が左右逆になっている。

コピーレフト（英: copyleft）は、著作権（英: copyright）に対する考え方で、著作権を保持したまま、二次的著作物も含めて、すべての者が著作物を利用・再配布・改変できなければならないという考え方である。リチャード・ストールマンが自由ソフトウェア運動の一環として熱心に広めた考えである。コンピュータプログラムの特にバイナリに変換されることを前提としたソースコードについてのものであったが、その後、CC BY-SAなどを用いてソースコード以外の著作物にも適用しようという動きがある。なお、1990年代前半の日本において、コピーレフトを「左隣の人からソフトウェアのコピーを求められた際に断ってはならないという意味である」と解説している一部の書籍も有ったが誤りである。

## 概念
コピーレフトの考えでは、著作権者はそのコピー（複製物）の受取人に対して撤回の出来ないライセンスを認め、販売を含む再配布を許可し、翻案（改変）されることも可能とする必要がある。逆に、コピーレフトを利用する側では、このライセンスのものをコピーや変更、再配布する時にはこのライセンスをそのまま適用し、それを明確に示さなければならない。
コピーレフトの定義をまとめると次のようになる。
- 著作物の利用、コピー、再配布、翻案を制限しない
- 改変したもの（二次的著作物）の再配布を制限しない
- 二次的著作物の利用、コピー、再配布、翻案を制限してはならない
- コピー、再配布の際には、その後の利用と翻案に制限が無いよう、全ての情報を含める必要がある（ソフトウェアではソースコード含む）
- 翻案が制限されない反面、原著作物の二次的著作物にも同一のコピーレフトのライセンスを適用し、これを明記しなければならない

コピーレフトという概念について、フリーソフトウェア財団および同代表のリチャード・ストールマンは自由ソフトウェア運動の一環として普及を推進している。
コピーレフト以外にも自由ソフトウェアのライセンスは数多く存在し、BSDライセンスやMIT licenseなどの、オープンソースソフトウェアで適用されているものがある。これらは二次的著作物へのライセンス適用や、使用可能なソースコードのコピーを義務づけていないため、コピーレフトではない。よく議論されることに、これらのライセンスとコピーレフトのどちらがより自由なライセンスであるのか？というものがある。これは視点の問題で、他のライセンスでは制作者など、現在のライセンス保持者の自由を最大限にしたもので、コピーレフトでは今後のライセンス保持者の自由を最大限にしたものだと考えることができる。

## 歴史的背景
リチャード・ストールマンが copyleft という語を気に入ったのは、1984年にドン・ホプキンスがリチャード・ストールマンに宛てて送った「Copyleft — all rights reversed」（コピーレフト―全てのright(ここでは右の意)は逆さにされている）というフレーズに由来する。
これは著作権表示によく使われる「Copyright — all rights reserved」（著作権―全ての権利は留保されている）という句のもじりである。このある種のミームは、1980年頃のコンピュータ文化（1960年代生まれのミニコンピュータ文化と70年代生まれのマイクロコンピュータ文化が渾然としていた）の裡に育まれていたもので、1976年に発表されたLi-Chen WangによるTiny BASICインタプリタのソースコードに見られるのが、今日知られている確認例である。
rightに「正しい」という意味があることに掛けてそれを逆にした「all wrongs reversed」（全ての間違いは逆さにされている）というバージョンもある。

## 思想的背景

### 著作物の利用権の共有
インセンティヴ論に基づく著作権制度という議論はあるものの、著作物を不特定多数の者が利用できるようにすることは、著作物をより発展させるための有用な手段となる場合がある。これは典型的な商業ソフトウェアが制作・流布される際に、複製や内的構造の研究（リバースエンジニアリング）や改変が禁じられているために、既存のソフトウェアを改良して新しいより優れたソフトウェアを開発する可能性が閉ざされている、という点を考えると分かりやすい。あるいは、インターネットを支える基礎的な技術はソフトウェアを共有し改良し合うことで発展してきたということを考えても良い。
一般に、芸術作品や評論、解説文、コンピュータプログラムなどを含む著作物は、その作者が著作権を持っている。そのため、作者の許可を得なければ改変したり、（個人的なバックアップを除いて）複製したり、配布・販売することはできない。しかし、このような制度の枠組みは、作品を共有して多人数で共同的な創造活動を行う際にはかえって妨げとなる場合がある。
そのためにまず最初に行われたのは、明示的に著作権を放棄したり（パブリックドメイン）、放棄はしないが「誰でも自由に使って良い」と宣言したり、という形で共有する方法であった。
ところが、本当に誰でも自由に使えることにしてしまうと、共有・発展という作者の意図に反するような利用が行われることもある。パブリックドメインの状態にある著作物を改変した場合、二次的著作物はパブリックドメインになるわけではなく、改変者に著作権が帰属することになるためである。
このような問題をストールマンが経験した際に、コピーレフトという発想が生まれた。シンボリックス社から、ストールマンが作成したLISPインタプリタを使いたいと打診された際、ストールマンは彼の作品のパブリックドメイン版を提供した。シンボリックス社はそのプログラムを拡張して更に強力なものにした。そして、彼のもともとのプログラムに対して拡張した部分を見せてくれるよう求めた時に、シンボリックス社はそれを拒否した。これは法的にはどうすることもできなかった。

### 共有状態の維持・拡大
このような経緯のため、以降のソフトウェアの公開に際してストールマンは、著作権を主張し利用する際の決まりをライセンスに書くようになり、これがコピーレフトへと繋がっていった。
つまり、利用権を共有するための仕組みとして、著作権を放棄するのではなく、ライセンス（利用許諾）の形で共有と共同的な創造活動を保護する方法を採る。すなわち、「著作権は私が有していて複製・改変・配布（販売）には私の許可がいるのだが、ソフトウェアを共有して発展させるという意図に反しないならば、いつでも誰に対しても利用を許可する」という形態を採る。
その様な仕組みには、
- 「コピー/改変した共有物を共有的な状態から、独占的な状態へ移行させる事」を一定の条件の元に誰にでも許すパブリックドメインに近い仕組みと、
- 「独占的な状態への移行を許さない」より強い共有的な仕組みがある。

後者の「独占的な状態への移行を許さない」強い共有の仕組みは、特にフリーソフトウェア財団 (FSF) によって（コピーライトに対する）コピーレフトと呼ばれている。

しかしながら、ライセンスに反する形で利用され、著作権が侵害される事例も後を絶たない。

## 法的・技術的背景
| Public Domain           | Non-Protective FOSS license | Protective FOSS License | Protective FOSS License | Proprietary License    | Trade Secret        |
| All rights relinquished | ← more rights granted       | ← more rights granted   | more rights retained →  | more rights retained → | All rights retained |

ライセンスのコピーライトの制約強度、左：パブリックドメインは緩く、右：企業秘密は厳しい]]
コピーレフトライセンスを構成するときに基本となる法的考え方は、独占的なライセンスを構成する場合と同じく、著作物の再配布に制限を設けるコピーライトである。この制限を厳しくして二次著作物の作成まで阻害しているのが独占的なライセンスであり、二次著作物のライセンスの変質を許し、自己のライセンスの適用例が縮小再生産されるほど緩いのがパブリックドメインである。
コピーレフトに於いては、二次以降の著作物にも一次著作物と同一のライセンスが適用される
という性質（「ウイルス性」「ライセンス感染」などと呼ばれる）が確保される様に、再配布制限をコピーライトによって設ける。この「ウイルス性」「ライセンス感染」の性質により、自己複製能力を獲得した生物が増殖するのと同様に、自己のライセンスを拡大再生産して広げる力をコピーレフトは得る。
その法的強制力の根拠は独占的なライセンスと同じくコピーライトであり、コピーライト無しにはコピーレフトは効力を持ち得ない。独占的なライセンス以外の使用法を示し、コピーライトの新たな可能性を発見したこの方法は「コピーライト・ハック」とも呼ばれる。
しかし以上はある意味で、「法（ルール）に、その精神にではなく、文字通りに従う」という行為であり、もし将来、仮に「コピーレフトこそが正しい」ということになって現行著作権制度が部分的に解体されたとするならば、それと同時に瓦解する。従って、ジャーゴンファイルの「hack」の項の第1義にある「a quick job that produces what is needed, but not well.」その通りの意味の「ハック」とも言える。

## ライセンス種別
コピーレフトの考えが導入されているライセンスには以下のようなものがある。
- GNU General Public License - GNUプロジェクトの強いコピーレフト性を持つライセンス
- GNU Lesser General Public License - GNUプロジェクトの弱いコピーレフト性を持つライセンス
- Mozilla Public License - Mozillaプロジェクトのライセンス

コピーレフトではないライセンスの例としては以下のものがある。
- Q Public License - 以前のQtに適用されたライセンス[注釈 1]
- MIT License
- BSDライセンス

また、コピーレフトの概念をプログラム以外のものに適用しているライセンスには以下のようなものがある。
- Open Content License
- GNU Free Documentation License
- CC Attribution-ShareAlike

## 文字コード
| 記号 | Unicode | JIS X 0213 | 文字参照            | 名称            |
| ---- | ------- | ---------- | ------------------- | --------------- |
| 🄯    | U+1F12F | -          | &#x1F12F; &#127279; | COPYLEFT SYMBOL |